# Rhabdastrella globostellata
Rhabdastrella globostellata är en svampdjursart som först beskrevs av Carter 1883.  Rhabdastrella globostellata ingår i släktet Rhabdastrella och familjen Ancorinidae. Inga underarter finns listade i Catalogue of Life.